# 下绥拉菲摩夫卡
下绥拉菲摩夫卡（俄语：Нижняя Серафимовка）是吉尔吉斯斯坦楚河州伊塞克阿塔区下辖的一个村。根据2009年吉尔吉斯共和国人口普查，全村人口为1281人。